# Дюбю, Кнуд
Кнуд Дюбю (Дайби) (дат. и англ. Knud Dyby, 28 марта 1915, Раннерс, Дания — 8 сентября 2011, Новато, США) — офицер датской полиции и член подполья во время оккупации Дании нацистами в период Второй мировой войны. Сыграл важную роль в спасении датских евреев от геноцида.

## Биография
Кнуд Дюринг-Ольсен родился 28 марта 1915 года в городе Раннерс в Ютландии. Учился в университете по специальности полиграфиста как его отец. Во время путешествия по Германии в 1937—1938 Кнуд получил впечатление о нацистском режиме.
Служил в датской армии и во время немецкого вторжения в апреле 1940 года охранял королевский дворец в Копенгагене в составе королевской гвардии. По приказу короля Кристиана X снял с крыши дворца флаг со свастикой, повешенный там оккупантами.
Во время оккупации работал в датской полиции. В сентябре 1943 года Дюбю использовал свои обширные связи в среде датских рыбаков для организации спасения евреев. Он был членом так называемой «Датской-шведской службы по делам беженцев» — группы, которая занималась переправкой беженцев в Швецию, также участвовал в работе подпольной организации Хольгер Данске. Кроме еврейских беженцев, Дюбю переправил в Швецию более 30 диверсантов союзников и лётчиков, сбитых за линией фронта. Был известен в подполье под кличкой «Карлсен», снабжал сопротивление разведывательной информацией и документами. О его деятельности стало известно немцам и он вынужден был перейти на нелегальное положение, но продолжил работу в подполье.
После войны в 1957 году эмигрировал в США, и поселился в городе Новато к северу от Сан-Франциско. Умер 8 сентября 2011 года в возрасте 96 лет.
21 декабря 2004 года израильский Институт Катастрофы и героизма «Яд ва-Шем» за участие в спасении датских евреев присвоил Кнуду Дюбю почётное звание «праведник народов мира».